# Палмарис-ду-Сул
Палмарис-ду-Сул (порт. Palmares do Sul) — муниципалитет в Бразилии, входит в штат Риу-Гранди-ду-Сул. Составная часть мезорегиона Агломерация Порту-Алегри. Входит в экономико-статистический микрорегион Озориу. Население составляет 12 346 человек на 2006 год. Занимает площадь 946,238 км². Плотность населения — 13,0 чел./км².
Праздник города — 12 мая.

## История
Город основан 12 мая 1982 года.

## Статистика
- Валовой внутренний продукт на 2003 год составляет 135.027.303,00 реалов (данные: Бразильский институт географии и статистики).
- Валовой внутренний продукт на душу населения на 2003 год составляет 11.578,40 реалов (данные: Бразильский институт географии и статистики).
- Индекс развития человеческого потенциала на 2000 год составляет 0,787 (данные: Программа развития ООН).